# Yimna
Yimna est un fils d'Aser fils de Jacob et de Zilpa. Ses descendants s'appellent les Yimnites.

## Yimna et ses frères
Yimna a pour frères Yishva, Yishvi, Beria et a pour sœur Serah,.

## Yimna en Égypte
Yimna part avec son père Aser et son grand-père Jacob pour s'installer en Égypte au pays de Goshen dans le delta du Nil.
La famille des Yimnites dont l'ancêtre est Yimna sort du pays d'Égypte avec Moïse,.